# Tennis Channel Open 1993
Il Tennis Channel Open 1993 è stato un torneo di tennis giocato sul cemento.
È stata la 6ª edizione del Tennis Channel Open,che fa parte della categoria World Series nell'ambito dell'ATP Tour 1993.
Si è giocato a Scottsdale in Arizona dal 22 febbraio al 1º marzo 1993.

## Campioni

### Singolare
Andre Agassi ha battuto in finale  Marcos Ondruska  con il punteggio di 6–2, 3–6, 6–3.

### Doppio
Mark Keil /  Dave Randall hanno battuto in finale  Luke Jensen /  Sandon Stolle  con il punteggio di 7–5, 6–4.